# Ctenichneumon semicaeruleus
Ctenichneumon semicaeruleus är en stekelart som först beskrevs av Cresson 1867.  Ctenichneumon semicaeruleus ingår i släktet Ctenichneumon och familjen brokparasitsteklar. Inga underarter finns listade i Catalogue of Life.